# آن‌دوز
آندوز (به فرانسوی: Anduze) یک کمون در فرانسه است که در canton of Anduze واقع شده‌است. آندوز ۱۴٫۶ کیلومتر مربع مساحت دارد ۱۳۱ متر بالاتر از سطح دریا واقع شده‌است.